# Sebastiano Di Lorenzo
Sebastiano Di Lorenzo (Siracusa, 24 marzo 1922 – 3 ottobre 2009) è stato un politico italiano, eletto nella IV legislatura alla Camera dei deputati.

## Biografia
Laureato in fisica, lavorò come insegnante. Impegnato in politica con il Partito Comunista Italiano, venne eletto alla Camera dei deputati alle elezioni politiche del 1963 nella circoscrizione Catania-Messina-Siracusa-Ragusa-Enna; rimanendo in carica a Montecitorio fino al 1968. 
Morì il 3 ottobre 2009, all'età di 87 anni.